# 함마대로
함마대로(Hamma-daero, 咸馬大路)는 경상남도 함안군 군북면 정암교와 창원시 마산회원구 두척동 마재고개삼거리를 잇는 경상남도의 도로이다.
함안군의 중심인 가야읍과 대표적인 면지역인 군북면을 잇는 것이 특징이다. 의령군과의 경계지점인 '정암교'를 기점으로 하며, '신산교'에서 2km가량 동쪽으로 떨어져 있는 창원시와의 경계지점을 지나 마산회원구 두척동에 있는 마재고개삼거리를 종점으로 하고 있다. 정암교에서 정자삼거리에 이르는 구간은 국도 제79호선, 정자삼거리에서 마재고개에 이르는 구간은 지방도 제1004호선에 속한다.
정암교에서 군북 나들목까지, 정자삼거리에서 마재고개에 이르는 구간은 왕복 4차로로 구성되어 있으며, 나머지 구간은 왕복 2차로로 구성되어 있다.

## 연혁
- 2002년 3월 4일 : 함안군 군북면 사도리 ~ 의령군 의령읍 무전리 5.42km 구간 확장 개통[1]
- 2009년 7월 2일 : 2개 이상 시·군에 걸쳐 있는 도로로 함마대로를 고시[2]

## 주요 경유지
경상남도
- 함안군 (군북면 - 가야읍 - 산인면) - 창원시 마산회원구 내서읍 - 마산회원구 두척동

## 노선
| 이름                  | 접속 노선                                                          | 소재지                                  | 소재지                                                                                                | 비고                                                                         |
| 의령대로와 직결       | 의령대로와 직결                                                    | 의령대로와 직결                         | 의령대로와 직결                                                                                       | 의령대로와 직결                                                              |
| --------------------- | ------------------------------------------------------------------ | --------------------------------------- | --- | ---------------------------------------------------------------------------- |
| 정암교                |                                                                    | 함안군                                  | 군북면                                                                                                | 국도 제79호선 구간                                                           |
| 정암삼거리            | 월촌로 정주로                                                      | 함안군                                  | 군북면                                                                                                | 국도 제79호선 구간                                                           |
| 월촌교                |                                                                    | 함안군                                  | 군북면                                                                                                | 국도 제79호선 구간                                                           |
| 함안일반산업단지      | 함안산단로                                                         | 함안군                                  | 군북면                                                                                                | 국도 제79호선 구간                                                           |
| 사도사거리            | 월촌로 월촌1길                                                     | 함안군                                  | 군북면                                                                                                | 국도 제79호선 구간                                                           |
| 군북 나들목           | 10호선 남해고속도로                                                | 함안군                                  | 군북면                                                                                                | 국도 제79호선 구간                                                           |
| 여명삼거리            | 여명로                                                             | 함안군                                  | 군북면                                                                                                | 국도 제79호선 구간                                                           |
| 죽남교                | 석교천길 죽산4길                                                   | 함안군                                  | 군북면                                                                                                | 국도 제79호선 구간                                                           |
| 공단삼거리            | 오장골길                                                           | 함안군                                  | 군북면                                                                                                | 국도 제79호선 구간                                                           |
| 안도삼거리            | 지방도 제1029호선 (장백로)                                         | 함안군                                  | 군북면                                                                                                | 국도 제79호선 구간 지방도 제1029호선 구간                                    |
| 군북버스터미널        |                                                                    | 함안군                                  | 군북면                                                                                                | 국도 제79호선 구간 지방도 제1029호선 구간                                    |
| 군북역사거리          | 국가지원지방도 제30호선 지방도 제1004호선 (사군로) 지두2길         | 함안군                                  | 군북면                                                                                                | 국도 제79호선 구간 국가지원지방도 제30호선 구간 지방도 제1004, 1029호선 구간 |
| 중암삼거리            | 지방도 제1029호선 (의산삼일로)                                     | 함안군                                  | 군북면                                                                                                | 국도 제79호선 구간 국가지원지방도 제30호선 구간 지방도 제1004, 1029호선 구간 |
| 군북교                |                                                                    | 함안군                                  | 군북면                                                                                                | 국도 제79호선 구간 국가지원지방도 제30호선 구간 지방도 제1004호선 구간       |
| 봉림삼거리            | 봉수로                                                             | 함안군                                  | 군북면                                                                                                | 국도 제79호선 구간 국가지원지방도 제30호선 구간 지방도 제1004호선 구간       |
| 소포삼거리            | 소포5길                                                            | 함안군                                  | 군북면                                                                                                | 국도 제79호선 구간 국가지원지방도 제30호선 구간 지방도 제1004호선 구간       |
| 오당삼거리            | 현포로                                                             | 함안군                                  | 군북면                                                                                                | 국도 제79호선 구간 국가지원지방도 제30호선 구간 지방도 제1004호선 구간       |
| 가야교                | 남문길                                                             | 함안군                                  | 가야읍                                                                                                | 국도 제79호선 구간 국가지원지방도 제30호선 구간 지방도 제1004호선 구간       |
| 관동교                | 신암로                                                             | 함안군                                  | 가야읍                                                                                                | 국도 제79호선 구간 국가지원지방도 제30호선 구간 지방도 제1004호선 구간       |
| 함안군산림조합        | 국도 제79호선 (가야로)                                             | 함안군                                  | 가야읍                                                                                                | 국도 제79호선 구간 국가지원지방도 제30호선 구간 지방도 제1004호선 구간       |
| 함주교 남단           | 국도 제79호선 국가지원지방도 제67호선 지방도 제1011호선 (함안대로) | 함안군                                  | 가야읍                                                                                                | 국도 제79호선 구간 국가지원지방도 제30, 67호선 구간 지방도 제1004호선 구간   |
| 함안버스터미널        |                                                                    | 함안군                                  | 가야읍                                                                                                | 국도 제79호선 구간 국가지원지방도 제30, 67호선 구간 지방도 제1004호선 구간   |
| 광복 교차로           | 국도 제79호선 (진함로)                                             | 함안군                                  | 가야읍                                                                                                | 국도 제79호선 구간 국가지원지방도 제30, 67호선 구간 지방도 제1004호선 구간   |
| 신함안교              |                                                                    | 함안군                                  | 가야읍                                                                                                | 국가지원지방도 제30, 67호선 구간 지방도 제1004호선 구간                      |
| 신함안교              | 산인면                                                             | 함안군                                  | | 국가지원지방도 제30, 67호선 구간 지방도 제1004호선 구간                      |
| 송정육교              | 지방도 제1021호선 (송산로)                                         | 함안군                                  | 국가지원지방도 제30, 67호선 구간 지방도 제1004호선 구간 창원 방면 진입 불가 함안 방면 진출 불가       |                                                                              |
| 산인삼거리            | 지방도 제1021호선 (가야로)                                         | 함안군                                  | 국가지원지방도 제30, 67호선 구간 지방도 제1004, 1021호선 구간                                         |                                                                              |
| 입곡과선교            | 산인로                                                             | 함안군                                  | 국가지원지방도 제30, 67호선 구간 지방도 제1004, 1021호선 구간 창원 방면 진입 불가 함안 방면 진출 불가 |                                                                              |
| 입곡삼거리            | 입곡공원길                                                         | 함안군                                  | 국가지원지방도 제30, 67호선 구간 지방도 제1004, 1021호선 구간                                         |                                                                              |
| 신매천교              |                                                                    | 함안군                                  | 국가지원지방도 제30, 67호선 구간 지방도 제1004, 1021호선 구간                                         |                                                                              |
| 문암삼거리 (산인육교) | 지방도 제1021호선 (성산로)                                         | 함안군                                  | 국가지원지방도 제30, 67호선 구간 지방도 제1004, 1021호선 구간                                         |                                                                              |
| 신산교                |                                                                    | 함안군                                  | 국가지원지방도 제30, 67호선 구간 지방도 제1004호선 구간                                               |                                                                              |
| 산익삼거리            | 산익길                                                             | 함안군                                  | 국가지원지방도 제30, 67호선 구간 지방도 제1004호선 구간                                               |                                                                              |
| 신당삼거리            | 신산로                                                             | 함안군                                  | 국가지원지방도 제30, 67호선 구간 지방도 제1004호선 구간                                               |                                                                              |
| 신당고개              |                                                                    | 함안군                                  | 국가지원지방도 제30, 67호선 구간 지방도 제1004호선 구간                                               |                                                                              |
| 창원시                | 마산회원구 내서읍                                                  |                                         | 국가지원지방도 제30, 67호선 구간 지방도 제1004호선 구간                                               |                                                                              |
| 창원시                | 마산회원구 내서읍                                                  | 죽암삼거리 마산대학교 죽암교            | 국가지원지방도 제30, 67호선 구간 지방도 제1004호선 구간                                               |                                                                              |
| 창원시                | 마산회원구 내서읍                                                  | 내서 나들목 (농산물시장 교차로)         | 국가지원지방도 제30, 67호선 구간 지방도 제1004호선 구간                                               | 45호선 중부내륙고속도로 102호선 남해고속도로제1지선 유통단지로               |
| 창원시                | 마산회원구 내서읍                                                  | 중리교 북단                             | 국가지원지방도 제30, 67호선 구간 지방도 제1004호선 구간                                               | 국가지원지방도 제67호선 (광려천서로)                                         |
| 창원시                | 마산회원구 내서읍                                                  | 중리교                                  | 광려천남로 광려천북로                                                                                 | 국가지원지방도 제30호선 구간 지방도 제1004호선 구간                          |
| 창원시                | 마산회원구 내서읍                                                  | 중리역 교차로                           | 중리공단로                                                                                            | 국가지원지방도 제30호선 구간 지방도 제1004호선 구간                          |
| 창원시                | 마산회원구 내서읍                                                  | 마재교                                  | | 국가지원지방도 제30호선 구간                                                 |
| 창원시                | 마재고개삼거리                                                     | 국가지원지방도 제30호선 (북성로) 호원로 | 마산회원구                                                                                            | 국가지원지방도 제30호선 구간                                                 |

## 주요 건물 및 시설
- 현대자동차 함안출고센터 (경상남도 함안군 군북면 함마대로 290-14)
- 군북119안전센터 (경상남도 함안군 군북면 함마대로 760)
- 군북면보건지소 (경상남도 함안군 군북면 함마대로 768-3)
- 군북버스터미널 (경상남도 함안군 군북면 함마대로 772)
- 군북파출소 (경상남도 함안군 군북면 함마대로 822)
- 한국전력공사 함안지사 (경상남도 함안군 가야읍 함마대로 1490)
- 함안군산림조합 (경상남도 함안군 가야읍 함마대로 1516-1)
- 함안버스터미널 (경상남도 함안군 가야읍 함마대로 1636-16)
- 마산제일고등학교 (경상남도 창원시 마산회원구 내서읍 함마대로 2610)
- 마산대학교 (경상남도 창원시 마산회원구 내서읍 함마대로 2640)
- 중리역 (경상남도 창원시 마산회원구 내서읍 함마대로 2803-3)